# Mario García Menocal
Aurelio Mario Gabriel Francisco García Menocal y Deop (Jagüey Grande, 17 dicembre 1866 – Santiago di Cuba, 7 settembre 1941) è stato un politico cubano.

## Biografia
Nato in una piantagione di canna da zucchero amministrata da suo padre Gabriel, nella provincia di Matanzas, che la sua famiglia (riconosciuta nobile nel 1763 da Carlo III di Spagna) dovette presto abbandonare a causa delle simpatie paterne nei confronti dei movimenti indipendentisti cubani. Trasferitosi negli Stati Uniti, studiò prima all'istituto privato Chappaqua Mountain Institute di New York e successivamente al Maryland Agricultural College. Nel 1884 si iscrisse alla Cornell University dove si laureò in ingegneria nel 1888. Sin da giovane manifestò le stesse simpatie paterne per l'indipendentismo cubano, mentre collaborava con lo zio, l'ingegnere navale Aniceto Menocal, nel suo progetto per la costruzione di un canale interoceanico che attraversasse il Nicaragua.
Era il prozio di Patrizia De Blanck, in quanto fratello della nonna, Ana Garcia Menocal, madre dell’ambasciatore Guillermo de blanck y Menocal, che ricopri il ruolo di segretario di stato durante la presidenza di Menocal.

### Carriera militare
Mentre era impegnato a seguire i lavori della linea ferroviaria nella sua terra natale, Jagüey Grande, il 26 febbraio 1895 venne a conoscenza della sollevazione indipendentista anti-spagnola, alla quale si unì prontamente. Sebbene vi siano testimonianze di un suo precedente coinvolgimento insurrezionale al seguito del patriota cubano il colonnello José Lázaro Martín Marrero, il suo ingresso ufficiale nell'esercito indipendentista risale al 13 giugno 1895 quando si unì alle truppe di stanza a Santa Cruz del Sur. Rivelandosi come uno dei più abili e preparati giovani ufficiali dell'esercito indipendentista, Menocal intraprese una rapida ascesa militare. Al suo ingresso nel conflitto fu incaricato dal generale Máximo Gómez Báez di distruggere le linee ferroviarie ed il suo sistema di approvvigionamento nei pressi di Nuevitas, ed a partire dal 19 ottobre 1895, dopo essere stato promosso al grado di capitano, fu nominato Sottosegretario alla Guerra nel Consiglio di Governo presieduto da Salvador Cisneros Betancourt. In qualità di Sottosegretario alla Guerra fu al seguito della colonna del generale Antonio Maceo Grajales durante le sue manovre d'invasione della provincia di Villa Clara, e da lì, a partire dal 22 ottobre 1895 fu inviato dal Consiglio di Governo a sovrintendere alle operazioni militari nei distretti di Bayamo e Manzanillo. Dopo diverse spedizioni dove dimostrò il suo talento militare, il 15 agosto 1898 fu nominato maggior generale e messo a capo del V Corpo d'armata di stanza a l'Avana e Matanzas, che guidò con successo fino alla fine della guerra.

### Carriera politica
Alla fine del conflitto Menocal si schierò politicamente dalla parte dei conservatori, dopo essere stato nominato capo della polizia locale dell'Avana, durante la prima occupazione statunitense dell'isola dopo la cacciata degli spagnoli, ruolo che ricoprirà fino al 6 giugno 1899 quando fu nominato Ispettore generale per le Opere Pubbliche. Intorno alla metà del Novecento abbandonò i suoi incarichi di funzionario pubblico per dedicarsi alla sovrintendenza della più grande coltivazione di canna da zucchero dell'isola, la Central Jesús Menéndez, progettata e finanziata in collaborazione con il politico texano Robert B. Hawley, con il quale aveva fondato la compagnia Chaparra Sugar Company.
Il primo atto politico di Menocal fu la sua attività di mediazione tra il partito liberale e quello conservatore per la rielezione di Tomàs Estrada Palma alla carica di presidente di Cuba.